# Prades-d'Aubrac

Prades-d'Aubrac este o comună în departamentul Aveyron din sudul Franței. În 1 ianuarie 2022 avea o populație de 310 de locuitori.